# Martine Couttet
Martine Couttet (17 marzo 1956) è un'ex sciatrice alpina francese, vincitrice della Coppa Europa nel 1973.

## Biografia
Specialista delle prove tecniche originaria di Moûtiers, nella stagione 1972-1973 in Coppa Europa si aggiudicò sia la classifica generale sia quella di slalom speciale, mentre in quella di slalom gigante fu 3ª; in Coppa del Mondo conquistò l'unico risultato di rilievo il 26 gennaio 1976 a Kranjska Gora in slalom speciale (10ª) e in Coppa Europa nella stagione 1976-1977 vinse nuovamente la classifica di slalom speciale. Non prese parte a rassegne olimpiche e non ottenne piazzamenti ai Campionati mondiali.

## Palmarès

### Coppa del Mondo
- Miglior piazzamento in classifica generale: 47ª nel 1976

### Coppa Europa
- Vincitrice della Coppa Europa nel 1973[1]
- Vincitrice della classifica di slalom speciale nel 1973[1] e nel 1977[2]